# 奈良県立図書情報館
奈良県立図書情報館（ならけんりつとしょじょうほうかん）は2005年11月3日に奈良県奈良市に開館した公立図書館である。画家上村淳之の屏風絵「四季花鳥図」がある。館長は千田稔国際日本文化研究センター名誉教授。Library of the Year 2009優秀賞。

## 歴史

### 旧県立図書館時代

#### 奈良県立奈良図書館
- 1908年 - 奈良県立戦捷紀念図書館として、奈良公園内に竣工。
- 1909年 - 開館。
- 1923年 - 奈良県立奈良図書館に改称。
- 1968年 - 奈良県文化会館に併設して新館が開館。旧館建物は郡山城内に移築した。
- 1997年 - 旧館建物が奈良県指定文化財となる。
- 2005年3月31日 - 奈良県立図書情報館の開館に先立ち、閉館。

#### 奈良県立橿原図書館
- 1970年 - 奈良県立橿原図書館が開館。
- 2005年3月31日 - 奈良県立図書情報館の開館に先立ち、閉館。

### 奈良県立図書情報館時代
1992年に新図書館のあり方の検討を開始、1995年に「奈良県立図書館整備基本構想」を策定し、2005年に完成するまで10年を要した。
- 1992年（平成4年）6月 - 新図書館のあり方の検討を開始
- 1995年（平成7年）3月 - 奈良県立図書館整備基本構想を策定
- 1997年（平成9年）9月 - 建設候補地を内定
- 2001年（平成13年）3月 - 施設基本設計を完了
- 2002年（平成14年）12月 - 建設用地の取得
- 2003年（平成15年）3月 - 建設工事の着手
- 2005年（平成17年）3月31日 - 建設工事の完了
- 2005年（平成17年）4月1日 - 奈良県立図書情報館条例施行、発足

## 館内概要
館内は3階建てで、2階及び3階に開架資料スペースがある。BDSが整備されている

### 3階
主に文献資料が存在し、15万冊の開架一般資料と1500冊程度の雑誌が並んでいる。利用者カードの発行・貸出・返却・レファレンスのための総合カウンターが北側にあり、南側には館員が常駐する簡易カウンターが存在する。また個席がフロアの随所にあり、ネットワークコンセントが備えられた席が多く、持ち込んできたコンピューターを使用することができる。

### 2階
情報資料、国際交流資料、視聴覚資料及び新聞などの資料が並んでいる。また、カフェテラスや様々な催し物が開催されるメインエントランスがある。

### 1階
自動販売機コーナーと交流ホール、閉架の自動化書庫がある。

### 館内施設
館内では以下の情報機器・施設が利用可能である。一部は利用者カードでのログインが必要。
- 館内コンピュータ

　館内の随所に数十台以上備えられており、利用者カードのIDで利用できる。
- プリンター・コピー室

　館内資料の複写、館内コンピュータ・持込コンピュータで送信したドキュメントの印刷ができる。
- AVブース

　館内視聴覚資料の視聴ができる。
- アトリエ

　Macintoshのコンピュータが備えられ、フィルムスキャナーを使っての画像編集ができる。
- オーサリングルーム

　画像・音声や動画などの素材の編集加工ができる。有料。
- デジタルスタジオ

　デジタルデータの創作、VHS等の編集ができる。有料。
- セミナールーム

　31台のコンピュータが設置されている。研修活動等に使用できる。有料。
- 交流ホール

　220人収容の会議室。有料。
- グループ研修室
- LLルーム
- 点字・音声出力室
- 対面読書室

## 建物概要
敷地は、奈良市の中心部に近い低層住宅地に隣接した平坦な形状で、もとは「大池」と呼ばれる灌漑用のため池である。そのため、敷地周囲には堰堤が残り、住宅地とは堰堤によって仕切られている。
風景の記憶を残しながら、周辺環境との調和を図る計画とするために、あえて周囲の堰堤を残して、大池の池底のレベルに近いレベルをグランドレベルとし、メインアプローチは建物の2階レベルととしている。
着工は2003年（平成15年）3月18日で、竣工は2005年（平成17年）3月31日。鉄骨鉄筋コンクリート造で地下1階、地上3階建て。敷地面積は、31,638平方メートル、延床面積12,123.17平方メートルとなっている。建物1階の北側と西側に駐車場スペース（普通車311台、障害者用6台、バス5台）が整備されている。設計は、株式会社日本設計と株式会社桝谷設計の共同体。施工は、株式会社奥村組、株式会社淺沼組、村本建設株式会社、株式会社浅川組、中村建設株式会社、株式会社尾田組の共同企業体による。
- 各階の面積は、
  - 1階：2,073.34m2
  - 2階：3,372.42m2
  - 3階：4,181.90m2
  - 地下1階：2,168.77m2
  - 塔屋：24.48m2